# Eva Kaili
Eva Kaili, egentligen Evdoxia Kaili, född 26 oktober 1978 i Thessaloniki, är en grekisk politiker och tidigare ledamot av Europaparlamentet (MEP). 
Kaili är en före detta ledamot av det grekiska parlamentet, det Hellenska parlamentet  och före detta TV-nyhetspresentatör för den grekiska TV-kanalen MEGA Channel.
Kaili studerade arkitektur och ingenjörsvetenskap vid Aristotelesuniversitetet i Thessaloniki; därefter följde studier vid Universitet i Pireus där hon avlade Master of Arts-examen i internationella och europeiska frågor 2008.  Hon blev ledamot av Europaparlamentet 2014 och var en av fjorton vice ordförande i Europaparlamentet från januari 2022 till december 2022.

## Anklagelser om korruption
Den 9 december 2022 greps Kaili av den belgiska federala polisen efter en utredning om organiserad brottslighet, korruption och penningtvätt kopplat till lobbyinsatser till stöd för VM i Qatar.  En resväska med kontanter hittades hos hennes far vid hans arrestering, och kassar med kontanter hittades i hennes hem. Samma dag stängdes hon av från både socialdemokratiska och demokratiska gruppen som hon satt med i Europaparlamentet och sitt nationella parti PASOK. 
Under utredningen gjorde den belgiska polisen razzia i 16 hem och fängslade minst fyra andra, inklusive Kailis man Francesco Giorgi. Vid razziorna återfanns över 600 000 euro i kontanter. 
Den 12 december 2022 meddelade den grekiska myndigheten för bekämpning av penningtvätt att den hade fryst alla hennes och hennes familjs tillgångar.

## Kontroversiell i sitt parti
Redan före sin arrestering var Eva Kaili en kontroversiell figur inom socialistiska PASOK, eftersom hon regelbundet har stöttat politik närmare de grekiska mitten-högerpartierna. Efter hennes arrestering beskrev PASOK-presidenten Nikos Androulakis henne som "en trojansk häst av ny demokrati", och meddelade att hon inte skulle bli en kandidat för PASOK igen. 